# Portulacaria afra
Portulacaria afra Jacq. è una pianta succulenta della  famiglia Didiereaceae, originaria di Sudafrica, eSwatini, Mozambico e Kenya.

## Descrizione
La Portulacaria afra si presenta come un arbusto succulento e sempreverde con fusto apparentemente legnoso e una chioma tondeggiante e disordinata.
Cresce nell’Africa Meridionale dove in natura raggiunge massimo i 3 metri di altezza, mentre invece in cattività arriva ad un massimo di 70 centimetri.
Il fusto è all'apparenza di aspetto legnoso ma di fatto carnoso e di colore rosso bruno.
Le sue foglie succulente presentano una forma ovale e una dimensione tra i 2 ed i 5 centimetri di lunghezza, hanno un colore verde chiaro molto acceso anche se esistono varietà della pianta che presentano foglie rosse, variegate o addirittura con venature bianco giallastre.
Se vive all'aperto, la pianta tra febbraio e marzo presenterà dei piccoli fiori rosa stellati e riuniti in racemi terminali.
È spesso associata all'elefante africano in quanto questo animale è noto per nutrirsi di questa pianta.

## Utilizzi
La pianta è spesso apprezzata da appassionati di bonsai e terrarium, nel primo caso per la sua flessibilità e resistenza, che permettono alla pianta in giovane età di assumere forme tipiche dei bonsai, poi con il passare del tempo la pianta formerà un fusto più duro e legnoso, irrigidendosi, altra caratteristica apprezzata dagli appassionati.
Nel caso dei terrarium la pianta è molto apprezzata per la sua estetica, visto che può assumere l'aspetto di un piccolo alberello oltre che ad avere un'ottima resistenza, per questo è molto apprezzata.

## Tassonomia
Tradizionalmente era considerata all'interno della famiglia Portulacaceae, ma la classificazione filogenetica la inquadra nella famiglia Didiereaceae.